# Рябов Анатолій Якович
Анатолій Якович Рябов (нар. 18 січня 1946, Москва)  — радянський та російський піаніст, педагог. Заслужений артист Киргизької РСР. Заслужений діяч мистецтв Росії. Професор. 

## Біографія
В 1964  — закінчив Центральну музичну школу в Москві (по класу Е. П. Ховен). 
В 1971  — закінчив Московську державну консерваторію, в 1976  — асистентуру-стажування (по класу Є. В. Малініна). 
В 1971—1988 викладав у Киргизькому державному інституті мистецтв (з 1973 року  — завідувач кафедри спеціального фортепіано, з 1986  — доцент). 
Як соліст «Союз-концерту» гастролював у Північній Кореї, Республіці Корея, Німеччини, Фінляндії та ін Виступав також в ансамблі з Булатом Мінжилкієвим. 
В 1988—2010 викладав у Центральній музичній школі (в 1991—2002 заступник директора з виробничого навчання (музпредмети), в 2002—2003 художній керівник ЦМШ). 
За сумісництвом викладав в Московській консерваторії, також  — професор кафедри спеціального фортепіано та органу Державного музично-педагогічного інституту ім. М. М. Іпполітова-Іванова та Державної класичної Академії ім. Маймоніда. 
Серед учнів А. Рябова понад 70 лауреатів та дипломантів міжнародних конкурсів.

## Опубліковані роботи

### Книга
- Киргизька фортепіанна музика

## Почесні звання та нагороди
- Заслужений артист Киргизької РСР
- Заслужений діяч мистецтв Росії